# Das Feuerschiff (1963)
Das Feuerschiff ist ein deutscher Spielfilm von Ladislao Vajda aus dem Jahre 1962. Dem Stoff liegt die gleichnamige Erzählung von Siegfried Lenz zugrunde.

## Handlung
Kapitän Freytag ist ein ebenso einsilbiger wie unbeugsamer und prinzipientreuer Mann, der gewissenhaft seinen Dienst auf einem in der Nordsee liegenden Feuerschiff tut. Um seinem Sohn Fred seine Arbeit vor Ort zu zeigen, hat er ihn diesmal aufs Schiff mitgenommen. Kurz darauf werden drei Schiffbrüchige auf einem Boot in der trüben Nordsee treibend gesichtet. Freytag holt die Leute mit einem Rettungsboot an Bord. Bald muss er erkennen, dass dies ein schwerer Fehler war, denn es handelt sich um drei gewissenlose Bankräuber, die sich mit ihrer Beute auf der Flucht vor der Polizei aufs Wasser gerettet haben. Ihr Anführer, ein gewisser Dr. Caspary, ist ein eiskalter Verbrecher mit Manieren, der genau weiß, was er will.
Er verlangt vom Kapitän Hilfe. Mal soll das leckgeschlagene Boot repariert werden, dann soll Freytag das eigene Boot herausrücken, das er jedoch unbedingt braucht, um selbst an Land zu kommen. Schließlich verlangen die Gangster, die Position seines Feuerschiffes zu verändern, damit die Verfolger sie nicht ausmachen können. Kapitän Freytag bleibt prinzipientreu bis zur Sturheit, er fürchtet den Tod nicht und will durch eine Positionsveränderung des Feuerschiffs nicht andere Schiffe in Gefahr bringen. Als Caspary anfängt, das Leben der als Geiseln gehaltenen Besatzung zu bedrohen, wollen die Männer auf dem Feuerschiff aktiv werden und die Gangster überwältigen. Freytag ist aus tiefster Überzeugung gegen Gewalt, auch auf die Gefahr hin, dass ihn sein eigener Sohn für feige hält. Die Lage an Bord eskaliert, als Caspary durch Bestechung und Drohungen versucht, Teile der Besatzung für sich zu gewinnen. Schließlich kommt es zu einer Schießerei, bei der Freytag seine Prinzipientreue mit dem Leben bezahlen muss. Ehe sie entkommen können, werden die Gangster überwältigt und verhaftet.

## Produktionsnotizen
Das Feuerschiff entstand vom 9. Oktober bis 4. Dezember 1962 in der Umgebung von Malmö, in Kopenhagen sowie im Filmatelier in Berlin-Tempelhof. Die Uraufführung fand am 5. März 1963 in Stuttgart statt.
Die Filmbauten stammen von Johannes Ott und Wilhelm Vierhaus, die Herstellungsleitung hatte Hans Wolff.

## Auszeichnungen
Gemeinsam mit Will Trempers Die endlose Nacht erhielt Das Feuerschiff am 23. Juni 1963 das Filmband in Silber, das mit einer Prämie von 300.000 DM dotiert war.
Als bester Nachwuchsdarsteller wurde Michael Hinz mit dem Filmband in Gold ausgezeichnet.

## Neuverfilmungen
Ende 1984 drehte der Pole Jerzy Skolimowski auf Sylt eine englischsprachige Version (The Lightship) des Lenz-Stoffes mit Klaus Maria Brandauer als Kapitän und Robert Duvall als gewissenloser Verbrecher.
Im Sommer 2007 entstand eine Fernsehfassung mit Jan Fedder und Axel Milberg als Gegenspieler.

## Kritiken
Der Spiegel schreibt in seiner Kritik vom 10. April 1963 auf Seite 92: „Das nach der gleichnamigen Erzählung von Siegfried Lenz gefertigte Drehbuch (Curt Siodmak) erweist sich als dürftig. Es beschränkt sich nicht auf eine bescheidene Gangsterstory, sondern liefert gleichzeitig schwülstige Philosophie. Fortgesetzt gibt der Plato lesende Kapitän gedrechselte Lebensweisheiten von sich, wie: ‚Dieser Kasten (das Feuerschiff) ist ein Teil der Ordnung, ohne die die Welt nicht existieren kann.‘ Die Regie des ‚Bozzi‘-Regisseurs Ladislao Vajda schwankt unentschlossen zwischen stilisierten Einstellungen nach Hitchcock-Muster und rührseligen Sequenzen in Heimatfilmmanier.“
Das Handbuch VII der Katholischen Filmkritik meinte: „Die Diskussion über Ordnung und Recht, Autorität und Pflichtbewußtsein erstickt in unbewältigten Halbwahrheiten.“
Das Lexikon des Internationalen Films kam zu folgendem Urteil: „Die Erzählung von Siegfried Lenz ist vor allem eine Parabel über den gewaltlosen Widerstand. Dem Film ist das kaum mehr anzumerken. Seine Diskussion über Ordnung und Recht versickert auf der Grenze zwischen Thesenstück und dramatischem Durchhalteabenteuer.“
Der Evangelische Film-Beobachter zieht folgendes Fazit: „Kein besonders guter, aber ein in seiner erzieherischen Absicht hilfreicher Unterhaltungsfilm.“
Die internationale Kritik warf einen gänzlich anderen Aspekt in die Diskussion. In films and filming heißt es in der Oktoberausgabe 1964: „This film had political implications at the time it was made, when attempts were being made to push Adenauer out of office – with the moral that the old man knows best.“